# Calliotropis lissocona
Calliotropis lissocona là một loài ốc biển, là động vật thân mềm chân bụng sống ở biển thuộc họ Calliotropidae.

## Miêu tả
Loài này có vỏ dài 6.3 mm

## Phân bố
Chúng phân bố ở Biển Caribe và Vịnh México.